# السفانية
السفانية هو مركزٌ إداريٌّ سعودي تابعٌ لمحافظة الخفجي، بالمنطقة الشرقية، في المملكة العربية السعودية.